# Peglio (Como)
Peglio – gmina we Włoszech, w prowincji Como, w regionie Lombardia. Według danych na rok 2007 zamieszkiwało ją 211 mieszkańców.